# EasyPay
EasyPay (англ. easy — легко + англ. pay — платить) — белорусская система электронных денег, предназначенная для осуществления платежей в Интернете и с помощью SMS-сообщений. Открылась 9 ноября 2004 года в рамках совместного проекта ОАО «Белгазпромбанк» и ООО «Открытый Контакт». Денежной единицей в системе является белорусский рубль. Подключает сайты к системе «Расчет» (ЕРИП). Подключает сайты к эквайрингу банковских карт Visa/MasterCard. В настоящее время прекратила работу электронных денег и работает с бизнес-клиентами.

## Использование
Платежи в системе осуществлялись с любого компьютера через Интернет с помощью веб-интерфейса. Также имелась возможность управлять электронным кошельком с мобильного телефона через SMS.
Покупка электронных денег EasyPay была возможна в более чем в 9 тысячах пунктов Белоруссии, в отделениях Белгазпромбанка, Беларусбанка, Приорбанка, Белагропромбанка, в почтовых отделениях, банкоматах, инфокиосках, либо через интернет за другие электронные деньги. Вывод денег из системы EasyPay осуществлялся через Белгазпромбанк, либо в безналичном порядке на указанный банковский счет или карточку Visa или MasterCard, эмитированную Белгазпромбанком. Имелась возможность пополнить кошелёк картой любого банка.
За перевод между физическими лицами внутри системы EasyPay была предусмотрена комиссия 2 % от суммы перевода, не допускаются переводы коммерческого характера.
С помощью EasyPay возможно было оплатить без комиссии покупки в белорусских интернет-магазинах, услуги мобильных операторов, интернет-провайдеров и др.

## Безопасность
Помимо номера кошелька и пароля в системе EasyPay для подтверждения операций используются контрольные коды. Всем пользователям при регистрации в системе выдаётся многоразовый контрольный код. За дополнительную плату возможно приобретение карты одноразовых контрольных кодов, каждый код на которой становится недействительным сразу после его использования.
Также используется ещё один способ обеспечения безопасности — виртуальная клавиатура.
Защита от фишинга реализована с помощью контрольной фразы — обычно это какое-нибудь крылатое выражение, уникальное для каждого пользователя системы. Таким образом, зайдя на сайт и увидев там свою контрольную фразу, пользователь может быть уверен, что это настоящий сайт системы EasyPay, а не поддельный.

## Модернизация системы EasyPay
С 15 мая 2017 года ОАО «Белгазпромбанк» и ООО «Открытый контакт» приостановили открытие новых электронных кошельков для физических лиц в системе электронных денег EasyPay. Данное решение обусловлено необходимостью модернизацией системы EasyPay. Объясняется это тем, что основным инструментом безналичных расчётов в Белоруссии становится банковская платёжная карточка. Она уже трансформировалась в виртуальный платёжный инструмент, с помощью которого можно легко и удобно платить и рассчитываться не только в реальной жизни, но и в интернет-пространстве. При этом использование электронного кошелька EasyPay уже не отвечает высоким стандартам современного банковского обслуживания физических лиц. В дальнейшем система EasyPay сосредоточится на расчётном обслуживании бизнес-клиентов, а именно на подключении предприятий торговли и сервиса к системе «Расчёт» (ЕРИП), а также предоставлении услуги интернет-эквайринга.
На сайте системы проинформировали владельцев электронных кошельков о поэтапном введении ограничений на пользование системой:
- с 01.06.2017 устанавливается запрет на проведение переводов электронных денег между кошельками;
- с 01.06.2017 по 26.06.2017 по электронному кошельку будет разрешено проведение только расходных операций (оплата услуг ЕРИП, погашение электронных денег);
- c 26.06.2017 все онлайн операции с кошельками физических лиц в системе будут запрещены, а электронные кошельки заблокированы .